# Franco Grotto
Franco Grotto (Adria, 5 gennaio 1949) è un politico italiano.

## Biografia
Insegnante di istituto tecnico e libero professionista nel settore termotecnico. Esponente del PSI, è sindaco di Adria dal 1985 al 1991.
Nel 2001 viene deputato nella XIV legislatura nel collegio uninominale di Adria per L'Ulivo, a Montecitorio aderisce alla componente dei Socialisti Democratici Italiani. Alle successive elezioni politiche del 2006 si ricandida alla Camera in Veneto con la Rosa nel pugno, risultando non eletto.
Successivamente aderisce al Partito Democratico, nel 2009 diventa consigliere provinciale a Rovigo, svolgendo il ruolo di capogruppo consiliare del PD.